# George Carpenter (1er comte de Tyrconnell)
George Carpenter, 1er comte de Tyrconnell (26 août 1723 - 9 mars 1762), connu sous le nom de Lord Carpenter entre 1749 et 1761, est un pair et homme politique britannique.

## Biographie
Il est le seul fils survivant de George Carpenter (2e baron Carpenter) et d'Elizabeth Petty, d'Ocle Pychard, Herefordshire, Angleterre,,.
Lord Carpenter siège comme député de Taunton entre 1754 et 1762. Il est créé vicomte Carlingford, dans le comté de Louth, et comte de Tyrconnell, dans la province d'Ulster, dans la pairie d'Irlande le 29 mai 1761. Cette ligne s'éteint en 1853,.
Il épouse en mars 1747, Frances, fille de Robert Clifton (5e baronnet), et de Frances Coote, seule fille et héritière de Nanfan Coote, 2e comte de Bellamont. Ils ont six enfants :
- George Carpenter (2e comte de Tyrconnell), (1750-1805)
- Frances Carpenter, (1751-1751/1752)
- Almeria Carpenter (en) (1752-1809), dame de compagnie de Maria Walpole, duchesse de Gloucester et d'Édimbourg.
- Elizabeth Carpenter (1753-1753)
- Charles Carpenter (1757-1803), officier de marine et député de Berwick-upon-Tweed, père de George Carpenter (3e comte de Tyrconnell) (en).
- Caroline Carpenter (environ 1759 - 1826) épouse Uvedale Price, de Foxley[6].